# Beaumont-sur-Grosne
Beaumont-sur-Grosne és un municipi francès, situat al departament de Saona i Loira i a la regió de Borgonya - Franc Comtat. L'any 2007 tenia 307 habitants.

## Demografia

### Població
El 2007 la població de fet de Beaumont-sur-Grosne era de 307 persones. Hi havia 118 famílies, de les quals 28 eren unipersonals (20 homes vivint sols i 8 dones vivint soles), 45 parelles sense fills, 37 parelles amb fills i 8 famílies monoparentals amb fills.
La població ha evolucionat segons el següent gràfic:
Habitants censats

### Habitatges
El 2007 hi havia 136 habitatges, 123 eren l'habitatge principal de la família, 7 eren segones residències i 6 estaven desocupats. 132 eren cases i 2 eren apartaments. Dels 123 habitatges principals, 109 estaven ocupats pels seus propietaris, 13 estaven llogats i ocupats pels llogaters i 1 estava cedit a títol gratuït; 2 tenien una cambra, 1 en tenia dues, 18 en tenien tres, 35 en tenien quatre i 67 en tenien cinc o més. 79 habitatges disposaven pel capbaix d'una plaça de pàrquing. A 49 habitatges hi havia un automòbil i a 66 n'hi havia dos o més.

### Piràmide de població
La piràmide de població per edats i sexe el 2009 era:
| Homes | Edats   | Dones |
| ----- | ------- | ----- |
| 4     | 95 o +  | 0     |
| 0     | 90 a 94 | 4     |
| 0     | 85 a 89 | 0     |
| 8     | 80 a 84 | 0     |
| 4     | 75 a 79 | 16    |
| 0     | 70 a 74 | 4     |
| 12    | 65 a 69 | 8     |
| 0     | 60 a 64 | 4     |
| 8     | 55 a 59 | 4     |
| 8     | 50 a 54 | 8     |
| 8     | 45 a 49 | 4     |
| 12    | 40 a 44 | 16    |
| 4     | 35 a 39 | 12    |
| 12    | 30 a 34 | 4     |
| 8     | 25 a 29 | 12    |
| 8     | 20 a 24 | 16    |
| 16    | 15 a 19 | 16    |
| 12    | 10 a 14 | 4     |
| 8     | 5 a 9   | 4     |
| 12    | 0 a 4   | 0     |

## Economia
El 2007 la població en edat de treballar era de 190 persones, 145 eren actives i 45 eren inactives. De les 145 persones actives 136 estaven ocupades (71 homes i 65 dones) i 9 estaven aturades (3 homes i 6 dones). De les 45 persones inactives 23 estaven jubilades, 11 estaven estudiant i 11 estaven classificades com a «altres inactius».

### Ingressos
El 2009 a Beaumont-sur-Grosne hi havia 132 unitats fiscals que integraven 331,5 persones, la mediana anual d'ingressos fiscals per persona era de 19.563 €.

### Activitats econòmiques
Dels 4 establiments que hi havia el 2007, 3 eren d'empreses de construcció i 1 d'una empresa classificada com a «altres activitats de serveis».
L'únic servei als particulars que hi havia el 2009 era una fusteria.
L'any 2000 a Beaumont-sur-Grosne hi havia 3 explotacions agrícoles que ocupaven un total de 585 hectàrees.

## Equipaments sanitaris i escolars
El 2009 hi havia 1 escola maternal integrada dins d'un grup escolar amb les comunes properes formant una escola dispersa i 1 escola elemental integrada dins d'un grup escolar amb les comunes properes formant una escola dispersa.

## Poblacions més properes
El següent diagrama mostra les poblacions més properes.